# Maniac (композиція Stray Kids)
«Maniac» (стилізовано великими літерами) — композиція, яку записав південнокорейський гурт Stray Kids та яка вийшла, як заголовний сингл у мініальбомі Oddinary, 18 березня 2022 року на лейблах JYP Entertainment та Republic Records. «Maniac» має потужне звучання трепу, електропопу, вона написана власною продюсерською командою гурту 3Racha та Versachoi. В композиції згадується Франкенштейн та розповідається про «дивних» людей, які порушують «звичайні» соціальні норми, встановлені світом.
З дня свого релізу композиція «Maniac» вперше з'явилася у Bubbling Under Hot 100 на 19 місці, UK Singles Chart на 98 місці, ARIA Singles Chart та Canadian Hot 100 на 79 місці та у Gaon Digital Chart на 29 місці. Також пісня дебютувала на вершині World Digital Song Sales, вона стала другою піснею після «Mixtape: Oh». Stray Kids виступили на низці південнокорейських музичних шоу та на нічному ток-шоу CBS The Late Show зі Стівеном Колбертом, композиція здобула дві перемоги на Music Bank 25 березня та Show Champion 30 березня.

## Просування
13 лютого 2022 року, після другого фанмітінгу #LoveStay «Шоколадна фабрика SKZ», Stray Kids показали відеотрейлер майбутнього мініальбому Oddinary, реліз якого був запланований 18 березня. Список композицій до мініальбому опублікували 3 березня, підтверджуючи, що «Maniac» стане заголовною композицією. З 15 по 17 березня було завантажено три тизери до музичного відео. «Maniac» вийшов в день релізу Oddinary, у той же день було опубліковане музичне відео до заголовної композиції. В інтерв'ю для Nylon, Хан сказав, що пісня була створена восени та зимою 2021 року, і вони хотіли створити атмосферу, відмінну від попередньої заголовної композиції альбому Noeasy, «Thunderous».

## Композиція

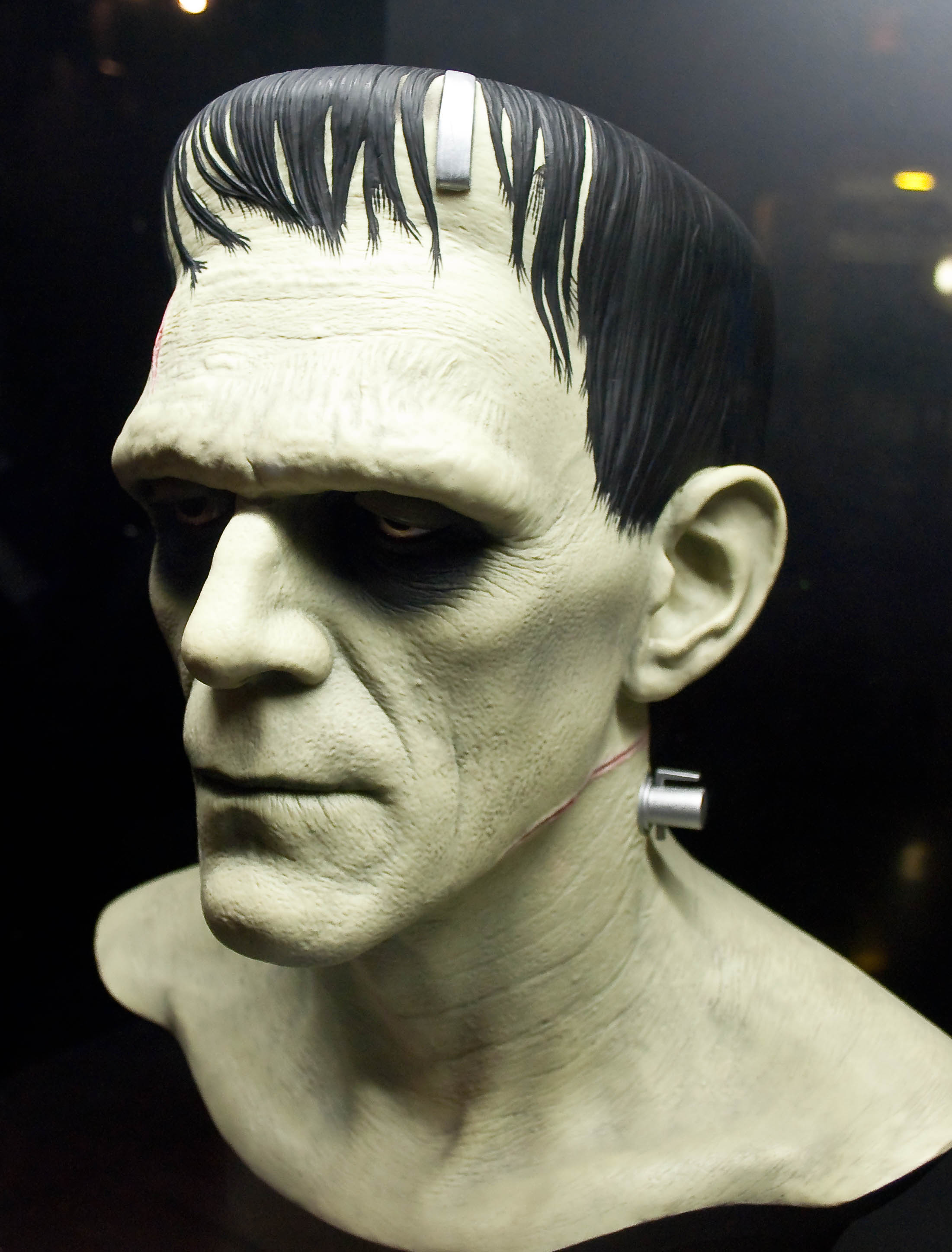
Лірика «Maniac» порівнює «дивних» людей з Франкенштейном

«Maniac» композиція в якій на початку відчувається вплив Близького сходу, вона також перегукується з сумішшю трепу, електропопу та з безліччю цікавих звуків, таких як щебетання птахів та електродриль, а згодом цей звук змінюється напруженим, насиченим басами, приспівом. 3Racha знову використовують незвичні, навіть дратівливі, звуки для створення своїх композицій, даючи їм абсолютно інше звучання: у «Maniac» чути звуки свердління, наче хтось викручує чи закручує гвинти; у «Thunderous» ми могли чути сигнали автомобілів; у «Back Door» звук відчинення дверей; у «God's Menu» впродовж усієї композиції чути звук сирени та будівництва. Пісня написана в тональності до-дієз мажор тривалістю 3 хвилини та 2 секунди, маючи біт 120 ударів на хвилину. Композиція була написана власною продюсерською командою Stray Kids, 3Racha, до складу якої входять Бан Чан, Чанбін і Хан, і написана спільно з Versachoi. Це їх друга спільна робота над заголовним синглом Stray Kids після «God's Menu» з Go Live (2020). Лірика «Maniac» відповідає темі Oddinary, виражаючи історію «дивних» людей, які порушують «звичайні» соціальні норми та очікування, встановлені суспільством, порівнюючи себе із Франкенштейном.

## Оцінка критиків
Crystal Bell з Teen Vogue вказала на те, що «Maniac» є «достатнім доказом того, що не має значення, куди вирішать повернути Stray Kids», якщо Oddinary існує на роздоріжжі. Вона відзначила, що гурт «може продовжувати розвивати своє звучання, залишаючись вірним собі як артистам». Критик NME, Tássia Assis, захоплювалася тим «наскільки Stray Kids удосконалили свої таланти для цього повернення, успішно поєднуючи свою абразивну енергію з витриманішими тонами».

## Досягнення у чартах
Композиція «Maniac» дебютувала під номером 105 у південнокорейському хіт-параді Gaon, а потім піднялася на 29 місце на наступному тижні, ставши найвищою позицією гурту в цьому чарті. У Сполучених Штатах пісня увійшла до Billboard Bubbling Under Hot 100 під номером 19, ставши їхньою першою піснею в чартах. Крім того, вона дебютувала на першому місці в World Digital Song Sales, що зробило її другою піснею, яка очолила чарт після «Mixtape: Oh». «Maniac» вперше з'явився в кількох інших національних чартах альбомів: Official Singles Chart під номером 98, Canadian Hot 100 та ARIA Singles Chart, обидва під номером 79. Крім того, пісня потрапила в чарти Угорщини (14), Японії (43), Литви (48), Малайзії (4), New Zealand Hot Singles (4) і Сінгапур (9). У Billboard Global 200 «Maniac» дебютував під номером 21, а Global Excl. США на 12 місці, ставши найвищою піснею групи в чартах. До списку Hits of the World пісня потрапила в Індонезію (14), Малайзію (2), Філіппіни (22), Сінгапур (10) і В'єтнам (82).

## Музичне відео
Супровідне музичне відео на «Maniac» було завантажено 18 березня разом із релізом Oddinary. Історія, що розповідають нам Stray Kids, відбувається у двох світах. Перший ― це наш «звичайний» (англ. «ordinary») світ, де хлопці працюють на неповний робочий день і тусуються в невеличкому закладі харчування, а другий — це кінематографічний «дивний» (англ. «odd») світ, де кожен учасник прийняв свої дивацтва і стаючи впевненішим і амбітнішими версіями себе, вони досліджують різні місця безлюдного міста.
Музичне відео на «Maniac» зібрало 50 мільйонів переглядів за 12 днів, з дня публікації. Також воно стало найшвидшим музичним відео Stray Kids, яке набрало стільки переглядів після «Thunderous» і «God's Menu».

## Живі виступи
Stray Kids вперше виконали «Maniac» 18 березня, в день релізу Oddinary, у Music Bank і нічному ток-шоу CBS The Late Show зі Стівеном Колбертом. Однак того ж дня JYP Entertainment оголосили, що просування альбому та живі виступи на шоу будуть відкладені через те, що більшість учасників, за винятком Фелікса та Ай'Ена, отримали позитивний результат на COVID-19. 26 березня лейбл оголосив, що Stray Kids продовжать рекламу на музичних шоу, починаючи з Show Champion 30 березня, M Countdown та Inkigayo. Гурт також виконав «Maniac» на KBS World's Virtual Gayo Top 10 25 березня і на MTV Fresh Out Live 1 квітня.

## Нагороди
| Програма      | Мережа | Дата            | Прим.  |
| ------------- | ------ | --------------- | ------ |
| Music Bank    | KBS    | 25 березня 2022 | [ 43 ] |
| Show Champion | MBC M  | 30 березня 2022 | [ 44 ] |

## Кредити
Кредити до пісні були взяті з сайту MelOn.
Credits adapted from Oddinary liner notes.
Запис та управління
- JYP Publishing (KOMCA) — оригінальне видання
- JYPE Studios — запис
- Channie's «Room» — запис
- Larrabee Studios — зведення
- The Mastering Palace — мастеринг

Особисті
- Бан Чан (3Racha) — лірика, музика, аранжування, цифрове редагування, запис
- Чанбін (3Racha) — лірика, музика
- Хан (3Racha) — лірика, музика
- Versachoi — музика, аранжування, всі інструменти
- Лі Кьон Вон — цифрове редагування
- Гу Хе Джін — запис
- Manny Marroquin — зведення
- Chris Galland — інженер зведення
- Ramiro Fernandez-Seoane — асистент інженера зведення
- Dave Kutch — мастеринг

## Чарти
| Країна          | Чарти (2022)                                  | Найвища позиція |
| --------------- | --------------------------------------------- | --------------- |
| Канада          | Canadian Hot 100                              | 79              |
| Світ            | Global 200 (Billboard)                        | 21              |
| Угорщина        | Single Top 40                                 | 14              |
| Індонезія       | Indonesia (Billboard)                         | 14              |
| Японія          | Japan Hot 100                                 | 43              |
| Японія          | Japan Combined Singles (Oricon)               | 33              |
| Литва           | Lithuania (AGATA)                             | 41              |
| Малайзія        | Malaysia (RIM)                                | 4               |
| Малайзія        | Malaysia (Billboard)                          | 2               |
| Нова Зеландія   | New Zealand Hot Singles (RMNZ)                | 4               |
| Філіппіни       | Philippines (Billboard)                       | 22              |
| Португалія      | Portugal (AFP)                                | 149             |
| Росія           | Russia (Billboard)                            | 4               |
| Сінгапур        | Singapore (RIAS)                              | 9               |
| Сінгапур        | Singapore (Billboard)                         | 10              |
| Південна Корея  | South Korea (Gaon)                            | 29              |
| Велика Британія | UK Singles (OCC)                              | 98              |
| Велика Британія | UK Indie (OCC)                                | 21              |
| США             | US Bubbling Under Hot 100 Singles (Billboard) | 19              |
| США             | US World Digital Song Sales (Billboard)       | 1               |